# Bertha Ryland

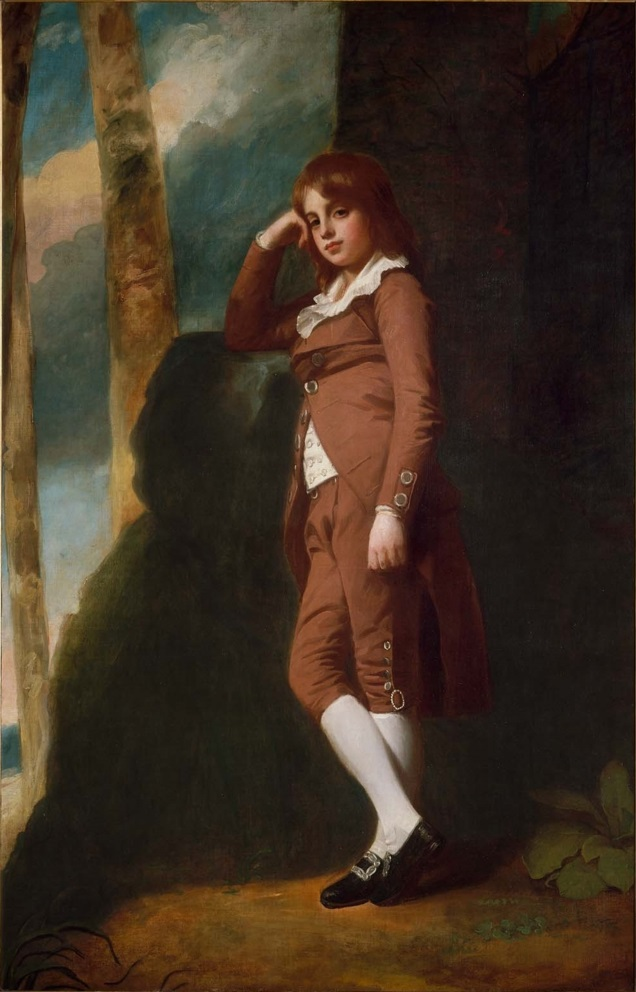
George Romney: Master Thornhill, Porträt von John Bensley Thornhill als Kind, Öl auf Leinwand, ca. 1874/85, Birmingham Museum and Art Gallery

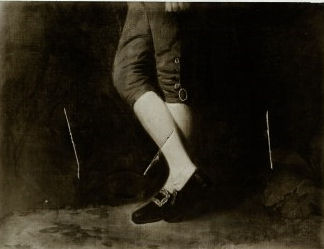
Von Ryland verursachter Schaden an Romneys Master Thornhill, 1914

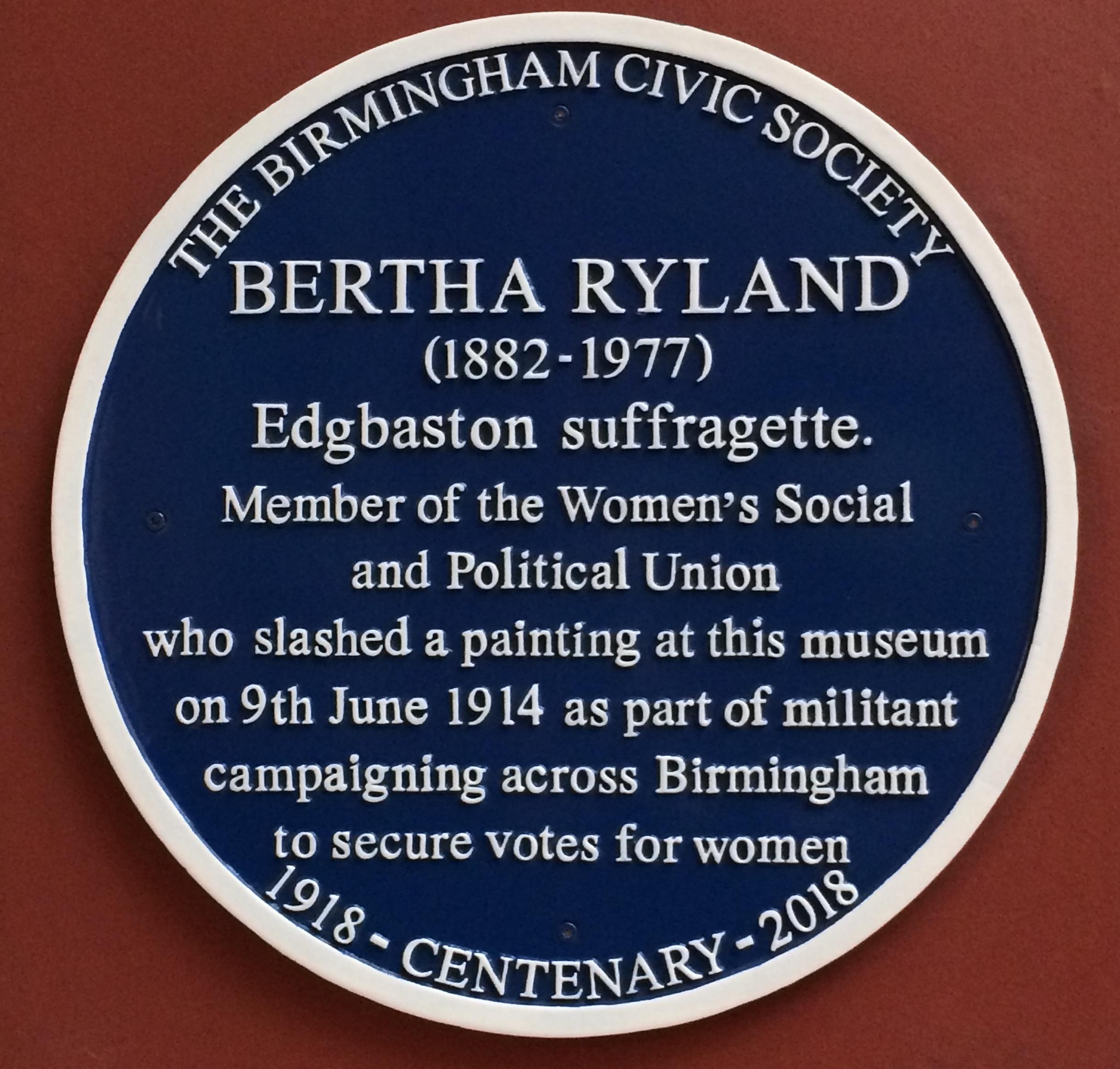
Blue plaque für Ryland an der Birmingham Museum and Art Gallery

Bertha Wilmot Ryland (* 12. Oktober 1882 in Birmingham; † April 1977 ebenda) war eine englisch-britische Suffragette.

## Leben
Ryland war das jüngste von fünf Kindern von Alice Felicia, geborene Wilmot (1846–1927), und William Henry Ryland (1844–1925), einem Architekten. Alice Ryland war Mitte der 1870er Jahre Mitglied des Exekutivausschusses der Birmingham Women's Suffrage Society (BWSS) gewesen. Unzufrieden mit den Fortschritten der BWSS, schlossen sich Mutter und Tochter 1907 dem Birminghamer Zweig der Women’s Social and Political Union (WSPU) an, wo Bertha Ryland eng mit Gladice Keevil und Hilda Burkitt zusammenarbeitete. Im Jahr 1910 gründete Ryland einen neuen WSPU-Zweig in Lichfield.
Im November 1911 wurde Bertha Ryland vom Bow Street Magistrates' Court zu einer einwöchigen Haftstrafe im Holloway Prison verurteilt. Nach ihrer Teilnahme an der Aktion zum Einschlagen von Schaufenstern in der Bond Street in London im März 1912 wurde sie zu sechs Monaten Haft verurteilt, von denen sie vier Monate im Winson Green Prison verbüßte. Sie wurde einer Leibesvisitation unterzogen, trat in den Hungerstreik und wurde 14 Mal zwangsernährt, wofür sie wie viele anderen von der WSPU die sogenannte „Hungerstreik-Medaille“ erhielt.
Am 8. Juni 1914 schlug Ryland dreimal mit einem Hackmesser auf das Gemälde Master Thornhill von George Romney in der Birmingham Museum and Art Gallery ein. Das Hackmesser hatte sie in ihrer Jacke versteckt. Sie verursachte einen Schaden von 50 Pfund. Nach der Tat ließ sie Schreiben mit ihrem Namen und ihrer Adresse am Tatort zurück, in dem sie ihre Tat rechtfertigte: „Ich greife dieses Kunstwerk absichtlich an, um gegen die kriminelle Ungerechtigkeit der Regierung zu protestieren, die Frauen das Wahlrecht verweigert, und auch gegen die brutale Ungerechtigkeit der Regierung, die militante Suffragisten einsperrt, zwangsernährt und unter Drogen setzt, während sie militante Ulster-Aktivisten frei herumlaufen lässt.“ Nach dem Anschlag blieb die Galerie sechs Wochen lang geschlossen, und bei ihrer Wiedereröffnung wurden die Sicherheitsvorkehrungen verschärft, so dass die Galerie nicht mehr nach 17 Uhr geöffnet und sonntags ganztägig geschlossen wurde; gleichzeitig wurde die neue Regel „Keine Muffs, Handtaschen oder Stöcke“ eingeführt. Nach ihrer Verhaftung erschien Ryland am 10. Juni 1914 vor dem Haftrichter zu ihrer Anhörung, bei der sie sich weigerte, an dem Verfahren teilzunehmen, und rief „No surrender“, als sie aus dem Gerichtssaal geführt wurde. Während der Untersuchungshaft trat sie erneut in den Hungerstreik. Ryland akzeptierte zwar eine Kaution, war aber zu krank, um im Juli vor Gericht zu erscheinen, nachdem ein Arzt des Queen's Hospitals in Birmingham festgestellt hatte, dass sich ihre mentale Verfassung durch die Teilnahme an der Anhörung verschlechtern würde. Bei Ausbruch des Ersten Weltkriegs hatte sie noch keine Verurteilung erhalten.
Durch die Zwangsernährung im Gefängnis erlitt sie einen dauerhaften Nierenschaden. In der Zeitschrift The Suffragette wurde ein Bericht Rylands über ihre Zwangsernährung veröffentlicht:

„I resisted, and was seized round the waist by wardresses, and once tied around the waist in the operating chair. This mauling of the unprotected kidney together with the retching and choking, strained and twisted the kidney and caused chronic inflammation... the acute agony, the inevitable retching and choking, and the feeling of suffocation, accompanied by the utter helplessness, all combined to make this the most unutterably hideous experience […] I lay in bed practically all the time […] feeling too ill and exhausted to do anything. In addition to this feeling of exhaustion there came long periods of mental depression […] Besides an unaccountable feeling of misery and depression, my memory seemed to be going, and it was a great effort to think clearly or fix my attention on anything […] the mental anguish caused by forcible feeding is, of course, quite indescribable.“

„Ich wehrte mich und wurde von den Pflegerinnen um die Taille gepackt und einmal im Operationsstuhl um die Taille gefesselt. Dieses Zerquetschen der ungeschützten Niere, zusammen mit dem Würgen und Ersticken, belastete und verdrehte die Niere und verursachte eine chronische Entzündung […] die akuten Qualen, das unvermeidliche Würgen und Ersticken und das Gefühl des Erstickens, begleitet von der völligen Hilflosigkeit, machten dies zu einer unsagbar schrecklichen Erfahrung... Ich lag praktisch die ganze Zeit im Bett […] und fühlte mich zu krank und erschöpft, um irgendetwas zu tun. Zu diesem Gefühl der Erschöpfung gesellten sich lange Phasen geistiger Depression […] Neben einem unerklärlichen Gefühl des Elends und der Depression schien mein Gedächtnis zu schwinden, und es war eine große Anstrengung, klar zu denken oder meine Aufmerksamkeit auf irgendetwas zu richten […] die seelischen Qualen, die durch Zwangsernährung verursacht werden, sind naturgemäß unbeschreiblich.“

1939 lebte Ryland in einem Gästehaus in Stroud in Gloucestershire, wo sie im Register als „durch Krankheit entmündigt“ beschrieben wurde. Sie erhielt 1953 eine Queen Elizabeth II Coronation Medal, die zusammen mit ihrer Hungerstreik-Medaille der WSPU 1999 bei Christie’s für 6.325 Pfund verkauft wurde.
Bertha Ryland hat nie geheiratet und starb im April 1977 in Birmingham.
Im November 2018 wurde ihr zu Ehren eine Blue Plaque von der Birmingham Civic Society in der Birmingham Museum and Art Gallery enthüllt. Die Inschrift auf der Gedenktafel lautet: „Bertha Ryland (1882–1977) Suffragette aus Edgbaston. Mitglied der Women's Social and Political Union, die am 9. Juni 1914 im Rahmen einer militanten Kampagne für das Frauenwahlrecht in ganz Birmingham ein Gemälde in diesem Museum beschädigte.“